# Arrondissement de Dodji

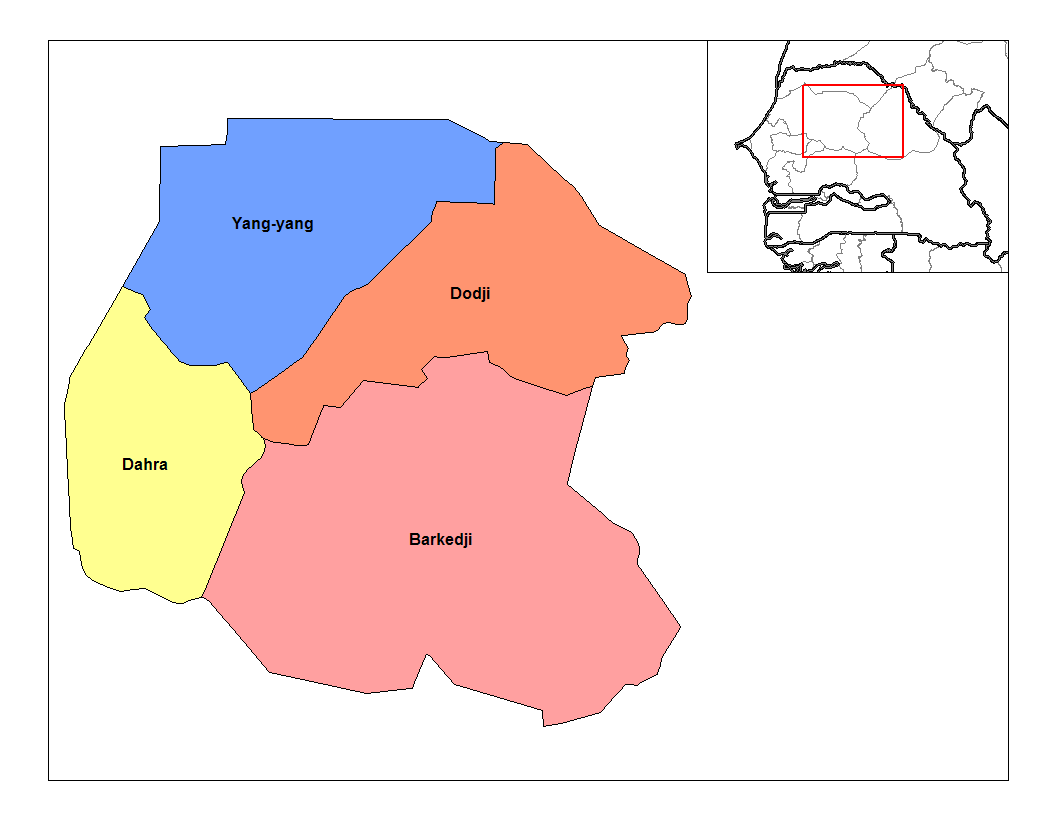
Carte des arrondissements du département de Linguère

L'arrondissement de Dodji est l'un des arrondissements du Sénégal. Il est situé dans le département de Linguère et la région de Louga.
Il compte trois communautés rurales :
- Communauté rurale de Dodji
- Communauté rurale de Labgar
- Communauté rurale de Ouarkhokh

Son chef-lieu est Dodji.